# National Highway

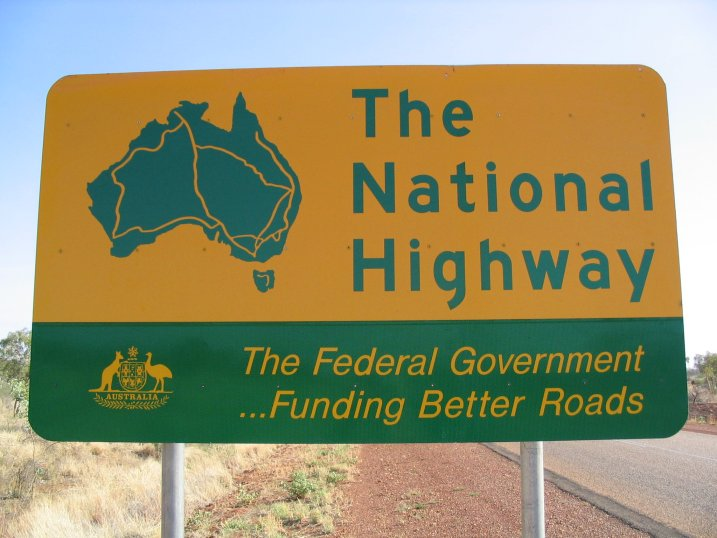
Een bord van de National Highway.

De National Highway is een netwerk van wegen die de belangrijkste steden van Australië met elkaar verbindt. De totale lengte bedraagt 18.391 kilometer.
Wegen die behoren tot de National Highway zijn:
- Barkly Highway
- Barton Highway
- Bass Highway
- Brand Highway
- Brooker Highway
- Bruce Highway
- Coolgardie–Esperance Highway
- Cunningham Highway
- Dukes Highway
- Eyre Highway
- Federal Highway
- Gore Highway
- Goulburn Valley Highway
- Great Eastern Highway
- Great Northern Highway
- Hume Freeway
- Hume Highway
- Landsborough Highway
- Midland Highway
- Newell Highway
- New England Highway
- Princes Highway
- Stuart Highway
- Sturt Highway
- Sydney-Newcastle Freeway
- Victoria Highway
- Warrego Highway
- Western Freeway
- Western Highway